# Osroena
Osroena ou Costroena (em grego: Ὁσροηνή; romaniz.: Osroené; em siríaco: ݂ܡܲܠܟܘܼܬ݂ܵܐ ܕܒܹܝܬ ܐܘܼܪܗܲܝ; romaniz.: Malkūṯā dəBēṯ Urhai), conhecido também pelo nome de sua capital, Edessa, foi um antigo reino neoassírio localizado na Alta Mesopotâmia (Assíria) que desfrutou de uma autonomia quase completa entre anos de 132 a.C. e 244 d.C.. Sua língua principal era o siríaco.
A Osroena tornou-se independente depois do colapso do Império Selêucida pelas mãos de uma dinastia da tribo nômade dos nabateus chamada orroes, influente na região a partir de 136 a.C. O nome "Osroena" deriva de Osroes de Orai, um xeique nabateu que, em 120 a.C., conseguiu libertar a região dos selêucidas. A maior parte dos reis osroenos chamavam-se "Abgar" ou "Manu" e eram de origem síria que viviam nos principais centros urbanos. Sob as dinastias nabateias, Osroena foi cada vez mais influenciada pela cultura aramaica e era um centro da reação nacional contra o helenismo. O território do reino, o alto Eufrates, transformou-se então num campo de batalha entre os poderes que lutavam pelo controle da Ásia Menor, Pérsia, Síria e Armênia. Com a dissolução do Império Selêucida, o reino foi dividido entre o Império Romano e o Império Parta. Depois, a região passou para o controle dos partas, apesar das insistentes tentativas romanas de reconquistá-la.
No século V, Edessa tornou-se o principal centro da cultura e da educação superior síria. Em 609, Osroena foi tomada pelo xá sassânida Cosroes II e, em 638, foi conquistada pelos muçulmanos.

## História

### Reino de Osroena
Em suas obras, Plínio, faz referência aos nativos de Osroena  e Comagena como sendo árabes da Arábia. De acordo com ele, uma tribo árabe nômade chamada orroes ocuparam Edessa por volta de 130 a.C.. Os orroes fundaram um pequeno estado governado por seus líderes, autointitulados reis, e o distrito passou a ser chamado a partir daí de Orroene. Este nome finalmente mudou para "Osroene" (Osroena em português) por assimilação do nome parta "Osroes" ou "Cosroes" (Osrau ou Cosrau).
Abgar havia assinado um tratado de paz com os romanos na época de Pompeu e atuou num primeiro momento como aliado do general romano Crasso em sua campanha contra os partas em 53 a.C. Posteriormente, porém, ele secretamente mudou de lado e tornou-se um agenda do xá Orodes II, espalhando notícias falsas para Crasso, um dos muitos motivos pelo qual as forças principais romanas acabaram derrotadas. Ele influenciou os planos de Crasso convencendo-o a desistir da ideia de avançar sobre a cidade grega de Selêucia, cujos habitantes eram simpatizantes de Roma. Ao invés disso, Abgar conseguiu convencê-lo a atacar Surena. Porém, no meio da batalha, ele trocou novamente de lado. Nesta campanha, as forças armênias - 16 000 na cavalaria e 30 000 na infantaria - acompanharam Crasso, mas Orodes conseguiu mantê-los fora da batalha ao assinar uma paz com Artavasdes.
Na época de Trajano, por volta de 116 d.C., o general romano Lúsio Quieto saqueou Edessa e encerrou sua independência ao transformá-la num reino vassalo semi-autônomo. Depois da guerra contra os partas no reino de Marco Aurélio, fortalezas foram construídas e uma guarnição romana foi estacionada em Nísibis. Os osroenos tentaram expulsar o jugo romano, porém, em 216, o rei Abgar XI foi preso e exilado para Roma, o que transformou a região numa província de facto.

### Província romana
Em 244, depois que o último rei de Osroena morreu no exílio, o reino foi definitivamente incorporado. Depois disso, Edessa foi novamente dominada por Décio e tornou-se o centro de operações na guerra contra os sassânidas. Anru, possivelmente um descendente de Abgar, foi mencionado como "rei" na inscrição de Paiculi, que relata a vitória de Narses na guerra civil sassânida de 293. Os historiadores identificam esse Anru como sendo Anre ibne Adi, o quarto rei dos lacmidas que, na época, ainda estavam baseados em Harrã e não haviam ainda se mudado para Hira na Babilônia.
Muitos séculos depois Dagalaifo e Secundino, duques de Osroena, acompanharam Juliano em sua guerra contra o xá sassânida Sapor II no final do século IV. A partir da reforma de Diocleciano por volta de 300, a Osroena passou a fazer parte da Diocese do Oriente da Prefeitura pretoriana do Oriente. De acordo com a Notitia Dignitatum, do final do século IV, a província era liderada por um governador com o status de presidente (praeses) e era também a base do duque da Mesopotâmia (dux Mesopotamiae), que era um homem espectável e comandava diversas tropas da região. Em 609, Osroena foi tomada pelo xá Cosroes II e, em 638, foi conquistada pelos muçulmanos.

## Cristianismo
Foi nos cem anos seguintes à conquista de Trajano, em 116, que o cristianismo começou a se espalhar na região e Abgar IX (r. 179–186) foi o primeiro rei cristão de Edessa. Acredita-se que Evangelho de Tomé tenha sido escrito ali em 140 e outras figuras importantes do cristianismo primitivo vieram ou emergiram dali, como Tatiano, o assírio que veio para Edessa vindo de Habiabe. Ele foi a Roma e voltou para Osroena em 172-173. Apesar de suas opiniões controversas - ele defendia que o Jesus humano era apenas uma ilusão (docetismo) e que o casamento era impuro - foi ele quem compôs o Diatessarão ou "Harmonia dos Evangelhos" em siríaco, que continha ideias ecléticas oriundas da tradição dualística dos judeu-cristãos. O Diatessarão tornou-se, contudo, o evangelho padrão dos países falantes do siríaco até o século V, quando Rábula, bispo de Edessa, suprimiu-o e o substituiu por uma revisão dos evangelhos canônicos em siríaco antigo (Ewangelion da-mfarshe).
De acordo com a "História Eclesiástica" de Sozomeno, "havia algumas pessoas muito sábias que viviam antigamente em Osroena, como, por exemplo, Bardesanes, que criou uma heresia que leva seu nome, e seu filho, Harmônio. Conta-se que este último era profundamente versado na erudição grega e foi o primeiro a colocar em sua língua nativa as métricas e leis musicais em versos que ele entregava aos coros" e que o arianismo, uma heresia bem melhor sucedida, encontrou feroz resistência ali.
Foi em Osroena também que a "Lenda de Abgar" sobre a Imagem de Edessa (Mandílio - Mandylion) se originou no tempo de Abgar V de Edessa e existe uma lenda apócrifa que afirma que Osroena teria sido o primeiro estado a aceitar o cristianismo como religião estatal, porém não existem evidências suficientes para sustentar esta tese.

## Reis de Osroena
- Ariu (132–127 a.C.)
- Abdu bar Mazur (127–120 a.C.)
- Fradaste bar Gebaru (120–115 a.C.)
- Bacru I bar Fradaste (115–112 a.C.)
- Bacru II bar Bacru (112–94 a.C.)
- Manu I (94 a.C.)
- Abgar I Pica (94–68 a.C.)
- Abgar II bar Abgar (68–52 a.C.)
- Manu II (52–34 a.C.)
- Paqor (34–29 a.C.)
- Abgar III (29–26 a.C.)
- Abgar IV Sumaca (26–23 a.C.)
- Manu III Saful (23–4 a.C.)
- Abgar V Ukkama bar Manu (o rei Abgaro V de Edessa da lenda) (4 a.C.–7 d.C.)
- Manu IV bar Manu (7–13)
- Abgar V Ukkama bar Manu (13–50)
- Manu V bar Abgar (50–57)
- Manu VI bar Abgar (57–71)
- Abgar VI bar Manu (71–91)
- Sanatruces (91–109)
- Abgar VII bar Ezade (109–116)
- Interregno romano 116–118
- Ialur (118–122, correi com Partamaspates)
- Partamaspates (118–123)
- Manu VII bar Ezade (123–139)
- Manu VIII bar Manu (139–163)
- Wail bar Saru (163–165)
- Manu VIII bar Manu (165–167)
- Abgar VIII (167–177)
- Abgar IX, o Grande (177–212)
- Abgar X Severo bar Manu (212–214)
- Abgar (X) Severo Bar Abgar (IX) Rabo (214–216)
- Manu (IX) Bar Abgar (X) Severo (216–242)
- Abgar (XI) Farate Bar Manu (IX) (242–244)

## Sés episcopais
As sés episcopais da província e que aparecem no Anuário Pontifício como sés titulares são:
- Batna (Tell-Batnan, Suruç)
- Birta
- Calínico
- Carras
- Constantina
- Dausara
- Edessa em Osroena
- Heméria
- Marcópolis
- Marida (Mardin)
- Nova Valência